# Stroguino Moscou (football)
Pour les articles homonymes, voir Stroguino.
Ne pas confondre avec le club de beach soccer du Stroguino Moscou
Maillots
Le Stroguino Moscou (russe : «Строгино» Москва) est un club de football russe fondé en 2010. Il est basé à l'école de sport du district de Stroguino, à Moscou.
Il évolue en quatrième division russe depuis la saison 2023-2024.

## Histoire
Le club est basé à l'école de sport de Stroguino, dont il tire son nom, qui a été établie en 1989. Des équipes de football pour jeunes y font leur apparition dès le début des années 1990. Par la suite une équipe de minifootball puis de beach soccer sont fondées dans les années 2000. Le Stroguino en tant que tel est organisé en 2010 et fait ses débuts en quatrième division, où il évolue trois saisons avant de se voir attribuer une licence professionnelle ainsi qu'une place en troisième division à partir de la saison 2013-2014. Sa meilleure performance en date est une troisième place dans le groupe Ouest de cette division obtenue la saison suivante.

## Bilan sportif

### Classements en championnat
La frise ci-dessous résume les classements successifs du club en championnat de Russie depuis 2010.

### Bilan par saison
| Saison    | Championnat | Championnat | Championnat | Championnat | Championnat | Championnat | Championnat | Championnat | Championnat | Championnat | Coupe de Russie |
| Saison    | Division    | Pos         | Pts         | J           | V           | N           | D           | BP          | BC          | Diff        | Coupe de Russie |
| --------- | ----------- | ----------- | ----------- | ----------- | ----------- | ----------- | ----------- | ----------- | ----------- | ----------- | --------------- |
| 2010      | 4e Moscou   | 15e         | 4           | 28          | 1           | 1           | 26          | 10          | 98          | -88         | —               |
| 2011-2012 | 4e Moscou   | 17e         | 31          | 36          | 8           | 7           | 21          | 36          | 79          | -43         | —               |
| 2012      | 4e Moscou   | 13e         | 4           | 12          | 1           | 1           | 10          | 7           | 41          | -34         | —               |
| 2013-2014 | 3e Ouest    | 11e         | 39          | 32          | 11          | 6           | 15          | 37          | 39          | -2          | 64es de finale  |
| 2014-2015 | 3e Ouest    | 3e          | 54          | 30          | 16          | 6           | 8           | 39          | 29          | +10         | 128es de finale |
| 2015-2016 | 3e Ouest    | 9e          | 33          | 28          | 8           | 9           | 11          | 35          | 32          | +3          | 256es de finale |
| 2016-2017 | 3e Ouest    | 11e         | 23          | 26          | 5           | 8           | 13          | 18          | 42          | -24         | 128es de finale |
| 2017-2018 | 3e Centre   | 9e          | 36          | 26          | 11          | 3           | 12          | 38          | 37          | +1          | 128es de finale |
| 2018-2019 | 3e Centre   | 13e         | 17          | 26          | 5           | 2           | 19          | 21          | 45          | -24         | 128es de finale |
| 2019-2020 | 3e Centre   | 12e         | 17          | 17          | 5           | 2           | 10          | 15          | 28          | -13         | 256es de finale |
| 2020-2021 | 3e Groupe 3 | 6e          | 48          | 30          | 15          | 3           | 12          | 51          | 42          | +11         | 256es de finale |
| 2021-2022 | 3e Groupe 3 | 5e          | 37          | 22          | 11          | 4           | 7           | 29          | 30          | -1          | 128es de finale |
| 2022-2023 | 3e Groupe 3 | 14e         | 41          | 22          | 12          | 5           | 5           | 39          | 22          | +17         | 64es de finale  |
| 2023      | 4e Groupe 3 | en cours    | en cours    | en cours    | en cours    | en cours    | en cours    | en cours    | en cours    | en cours    | 256es de finale |

Légende
- Promotion en division supérieure
- Relégation en division inférieure

## Identité visuelle

Logo jusqu'en juillet 2019.
Logo depuis août 2019.

## Entraîneurs
La liste suivante présente les différents entraîneurs du club depuis 2013.
- Aleksandr Bassov (2013)
- Ievgueni Bushmanov (2013)
- Vladimir Babouchkine (2013)
- Vladimir Chtcherbak (février 2014-décembre 2016)
- Alekseï Chesterniov (décembre 2016-juin 2018)
- Sergueï Zaguidoulline (juin 2018-)